# Josef Mertens
Josef Mertens (* 17. April 1865 in Köln; † 9. November 1934 in Berlin) war ein deutscher Diplomat.

## Leben
Nach dem Schulbesuch studierte er Rechtswissenschaften und trat nach dem ersten juristischen Staatsexamen 1886 als Referendar in den Justizdienst des Königreichs Preußen ein. 1891 wurde er Assessor im diplomatischen Dienst. 1900 erfolgte seine Ernennung zum wirklichen Legationsrat und vortragenden Rat im Auswärtigen Amt.
1906 wurde er als Generalkonsul in Konstantinopel akkreditiert und hatte diese Position für zwölf Jahre bis zum Ende des Ersten Weltkrieges 1918 inne. 1917 erfolgte dort auch seine Beförderung zum wirklichen geheimen Legationsrat. 1919 kehrte er nach Berlin zurück und wurde Leiter der Friedensstelle im Auswärtigen Amt.
1920 wurde er Geschäftsträger in Bulgarien und dort im Januar 1922 zum Gesandten befördert. In diesem Amt folgte ihm 1923 Eugen Rümelin, während er selbst am 30. März 1923 als Nachfolger des ersten deutschen Gesandten Erich Schroetter Gesandter II. Klasse in Ägypten wurde.
Am 11. Februar 1927 erfolgte seine Ernennung zum Gesandten II. Klasse in Luxemburg. Dieses Amt übte er bis zu seiner altersbedingten Versetzung in den Ruhestand 1930 aus.